# Чирешул (Валча)
Чирешул (рум. Cireșul) насеље је у Румунији у округу Валча у општини Даничеј. Oпштина се налази на надморској висини од 336 m.

## Становништво
Према подацима из 2002. године у насељу је живело 202 становника, од којих су сви румунске националности.